# Orfica
Orfica is een verzamelnaam voor teksten die in de klassieke oudheid werden toegeschreven aan Orpheus of zijn directe volgelingen zoals Musaeus. Orpheus was een mythisch figuur, dus waar deze als auteur wordt gegeven, gaat het steeds om pseudo-Orpheus.
De orfica zijn verschillende teksten, meestal in verzen, die soms een religieus karakter hebben en functioneerden binnen de mysteriecultus van het orfisme. Een voorbeeld zijn de Orfische hymnen, de theogonische Rapsodies en de Derveni-papyrus. Andere teksten zijn wereldlijker van aard. Zo bestaat er een Orphische Argonautika die verteld wordt uit Orpheus' perspectief en een Lithica waarin de magische werking van stenen wordt beschreven. In het overgeleverde orfische tekstmateriaal zijn overeenkomsten te zien met de theologie van Pherecydes van Syros, de Chaldeïsche orakelen, Egyptische godsdienst en magie in de late oudheid (zoals theürgie), maar ook met de mysteriecultus van Dionysus (Bacchus).
Zeer weinig orfica zijn bewaard gebleven. Vanaf de zesde eeuw voor Christus hebben ze gecirculeerd. Onder anderen Plato verwijst hiernaar. Een aantal presocraten zou in die periode bekend zijn geweest met dergelijke teksten, zoals Pythagoras en Pherecydes van Syros, maar nagenoeg niets kan worden geverifieerd. Van diverse verloren gegane werken zijn de titels nog bekend dankzij onder meer de Suda:
| - triasmen, ook toegeschreven aan Ion van Chios, - Hierostolika ('heilige zendbrieven') - Kosmische aanroepingen, - Neoteuktika, - Orakels, ook toegeschreven aan Onomacritus, - Riten, ook toegeschreven aan Onomacritus, waaronder Tachtig stenen. - Verlossingen, ook toegeschreven aan Timocles van Syracuse en Persinus van Milete, - Krater ('mengvat'), ook toegeschreven aan Zophyrus van Heracleia, - Thronismoi van de Moeder, ook toegeschreven aan Nicias van Elea, - Bacchica, ook toegeschreven aan Nicias van Elea, - Afdaling naar de Hades, ook toegeschreven aan Herodicus van Perinthos, | - Gewaad, ook toegeschreven aan Zophyrus van Heracleia en Brontinus, - Net, ook toegeschreven aan Zophyrus van Heracleia en Brontinus, - Onomasticon, een epos, - Theogonie, een epos, - Astronomie, - Amokopia, - Thyepolikon, - Oiothytica of Oioscopica, een epos, - Katazostikon, - Korybantikon, en - Fysica, ook toegeschreven aan Brontinus. |

Vroege, belangrijke orfica zijn de Afdaling naar de Hades, Orfische theogonie en de Fysica. Waarschijnlijk circuleerden deze teksten in Athene in de 5e eeuw v.Chr.
Onderzoekers menen dat de Afdaling naar de Hades (Katabasis) een van de oudste orfische werken was, omdat ernaar wordt verwezen in Aristophanes' Kikkers, Euripides' Alcestis en Aeschylus' Lycurgische trilogie. Het werk beschreef de afdaling van Orpheus naar de onderwereld om zijn overleden vrouw terug naar de wereld van de levenden te halen. Waarschijnlijk ging dit gepaard met een beschrijving van de onderwereld en het wel en wee van niet bij name genoemde overledenen. Dit verslag was een inspiratiebron voor Vergilius' Georgica, waarin deze de mythe opnieuw beschreef (4.467–9). Door verschillende auteurs wordt een orfische Afdaling naar de Hades toegeschreven aan Zuid-Italiaanse Grieken, zoals pythagoreeërs.
De Theogonie is een fragmentarisch bewaard gebleven dichtwerk waarvan verschillende versies bestonden. De oudste staat in de Dervenipapyrus, 4e eeuw v.Chr. Overeenkomsten met het presocratische leerdicht van Parmenides suggereren een Zuid-Italiaanse oorsprong. De Theogonie bood een alternatief voor de Theogonie van Hesiodus door van Zeus de almachtige, alomtegenwoordige en centrale figuur te maken die onder andere Oceanus schiep. Zeus verkrachtte zijn moeder Rhea-Demeter, en later ook Persephone in de vorm van een slang. Zodoende werd Dionysus geboren. Die werd door de Titanen gedood, waarop Zeus de Titanen tot as reduceerde met zijn bliksem. Uit dat as ontstond tot slot de mens, zodat de mens een goddelijke kern zou hebben. De eerste versregel, die in diverse bronnen is overgeleverd, luidt: 'Ik zal spreken tegen wie het is toegestaan. Laat buitenstaanders de deuren sluiten'. Dit kan erop duiden dat de tekst niet openbaar maar in een gesloten ruimte werd voorgedragen.

De orfische Fysica (Peri physeôs) was een hexametrisch leerdicht waarin theogonie en anthropogonie werden gecombineerd met (presocratisch) filosofie over de onsterfelijke ziel en de natuur. Mogelijk werd reïncarnatie erin behandeld, en bleef de rol van de Titanen in de mythologie onvermeld. Het gedicht kan in Athene zijn geschreven, omdat Aer (lucht), de winden en de voorouders (tritopatores) een prominente rol spelen, en de cultus van laatstgenoemde was vooral gelegen in Attica.